# 谭莹

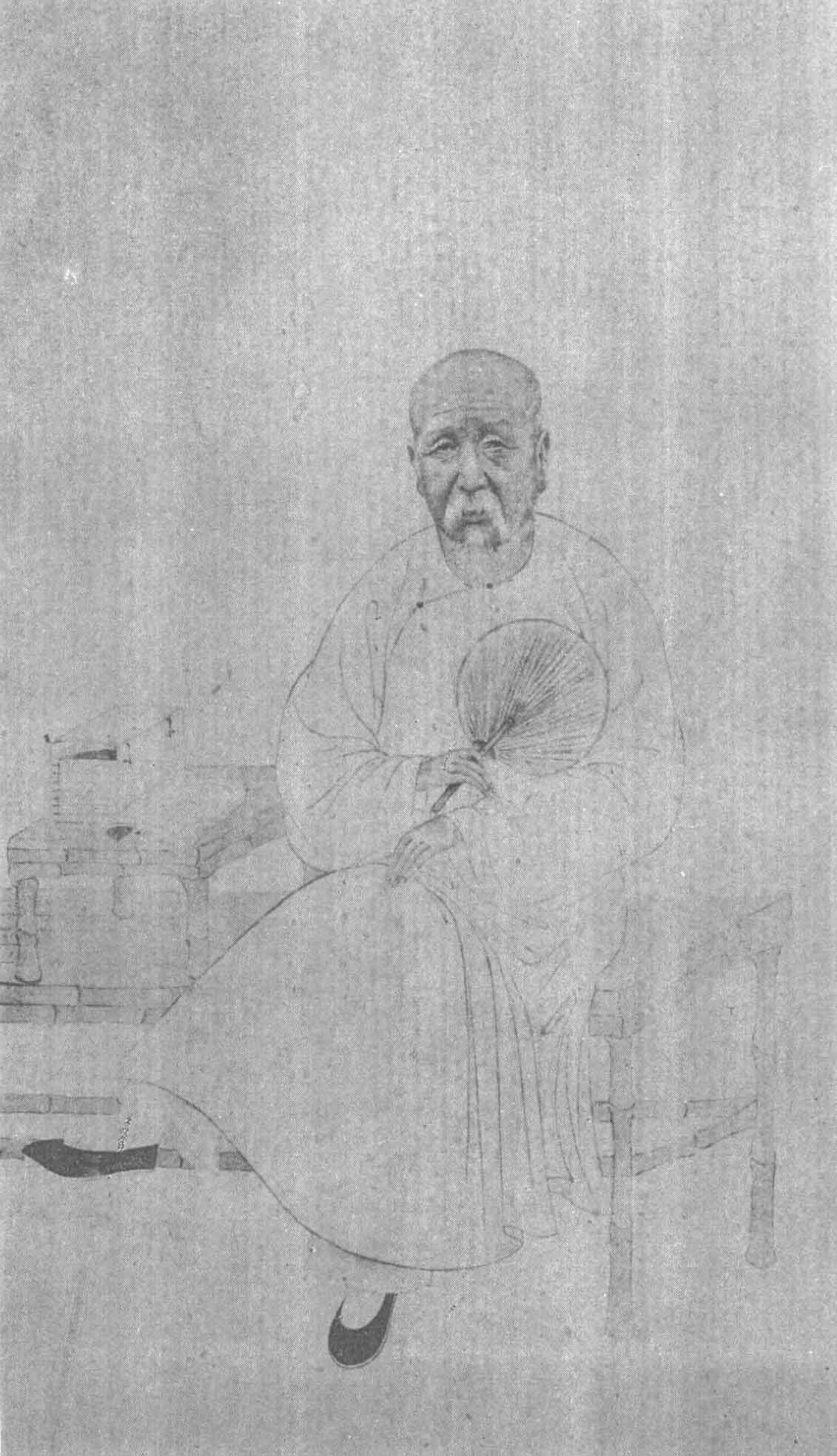
《清代學者象傳》之譚瑩像

谭莹（1800年—1871年），字兆仁，号玉生，广东广州府南海县（今属广州市白云区江高镇沙龙村）人。清代官员、文学家。

## 生平
道光二十四年（1844年）举人。官化州训导，升琼州府儒学教授。工于骈文，搜辑粤中文献，协助友人伍重曜，刊刻《岭南遗书》、《粤雅堂丛书》、《乐志堂集》。

## 家族
子谭宗浚，同治十三年（1874年）榜眼。譚家菜是其家所创。

## 延伸阅读
[在维基数据编辑]
 《清史稿/卷486》，出自趙爾巽《清史稿》